# Mário Barroso
Pour les articles homonymes, voir Barroso.
Mário Barroso, né à Lisbonne en 1947, est un réalisateur portugais, il est également acteur et directeur de la photographie.

## Parcours
Admis à l'Institut national supérieur des arts du spectacle (INSAS) à Bruxelles, puis formé à l'Institut des hautes études cinématographiques (IDHEC) à Paris, il a réalisé des documentaires dont Mémoire du Portugal futur, des téléfilms et trois longs-métrages Le Miracle selon Salomé en 2004 et Um Amor de Perdição en 2008. Sélectionné notamment aux festivals de Locarno, São Paulo et Buenos Aires, Un amour de perdition obtient au Portugal le Globo d'Ouro du meilleur film pour l'année 2009. En 2020, il réalise L'Ordre moral avec Maria de Medeiros, sélectionné au Festival International de Tokyo, à la Mostra de Sao Paulo et à celle de Valencia.
Mario Barroso a collaboré, comme directeur de la photographie, à plusieurs films de Manoel de Oliveira, João César Monteiro, Raoul Ruiz ou Jean-Claude Biette, il a également travaillé à l'image sur de nombreux téléfilms, en France particulièrement.
Il est également acteur dans plusieurs films, notamment Francisca (1981) et Le Jour du désespoir (1992) de Manoel de Oliveira, et La Comédie de Dieu (1995) et Va et vient (2003) de João César Monteiro.
Il a été le réalisateur des campagnes audio-visuelles de Mario Soares (élections présidentielles de 1985 et de 1990) et de Jorge Sampaio (élections présidentielles 1995/96).

## Filmographie

### Réalisateur
- 1976 : Strip (court métrage)
- 1978 : Azulejos (court métrage)
- 1982 : Le Doux Exil (court métrage)
- 1982 : Visible/Invisible (court métrage)
- 1986 : L'Attente (court métrage)
- 1991 : José (court métrage)
- 2000 : Aniversário (téléfilm)
- 2004 : Le Miracle selon Salomé (O Milagre segundo Salomé)
- 2005 : Carolina, Fernando e Eu (téléfilm)
- 2005 : Amigos Como Dantes (téléfilm)
- 2005 : Love Online (téléfilm)
- 2008 : Um Amor de Perdição[1]
- 2011 : Mario Soares : Memorias do Portugal futuro (documentaire de 11 fois 50 min pour la Radio Télévision du Portugal)
- 2020 : L'Ordre moral (Ordem Moral)

### Acteur
- 1981 : Francisca de Manoel de Oliveira : Camilo
- 1992 : Le Jour du désespoir (O Dia do Desespero) de Manoel de Oliveira : Camilo Castelo Branco
- 1993 : Val Abraham (Vale Abraão)  de Manoel de Oliveira : Le narrateur (voix)
- 1994 : La Cassette (A Caixa) de Manoel de Oliveira  : Partner
- 1995 : La Comédie de Dieu (A Comédia de Deus) de João César Monteiro : Dr. Cruel
- 1997 : Le Bassin de J.W. de João César Monteiro : Novo Poder 2
- 2000 : Frágil Como o Mundo de Rita Azevedo Gomes : Le narrateur
- 2003 : Va et vient (Vai E Vem) de João César Monteiro : Le Médecin
- 2004 : Le Miracle selon Salomé (O Milagre segundo Salomé) de  Mario Barroso : Monsenhor
- 2005 : Amigos Como Dantes (TV) de  Mario Barroso : António Pequeno
- 2008 : Um Amor de Perdição de Mario Barroso : Le père

### Directeur de la photographie
- 1981 : Kilas, o Mau da Fita de José Fonseca e Costa
- 1982 : Loin de Manhattan de Jean-Claude Biette
- 1983 : Clémentine Tango de Caroline Roboh
- 1983 : L'Homme de Suez (TV) de Christian-Jaque
- 1984 : Jogo de Mão de Monique Rutler
- 1986 : Mon cas de Manoel de Oliveira
- 1988 : Les Cannibales (Canibais, Os) de Manoel de Oliveira
- 1989 : President's Target de Yvan Chiffre
- 1991 : Le Miel amer (TV) de Maurice Frydland
- 1991 : L'Eté alsacien (TV) de Maurice Frydland
- 1992 : Le Fils d'un autre (TV) de Michel Lang
- 1992 : Le Lieutenant Lorena (Aqui D'El Rei!) (TV) de Antonio-Pedro Vasconcelos
- 1992 : Le Jour du désespoir (O Dia do Desespero) de Manoel de Oliveira
- 1992 : Un ballon dans la tête (TV) de Michaëla Watteaux
- 1993 : L'Instit : les chiens et les loups (TV) de François Luciani
- 1993 : Val Abraham (Vale Abraão) de Manoel de Oliveira
- 1994 : Assedicquement vôtre (TV) de Maurice Frydland
- 1994 : La Cassette (A Caixa) de Manoel de Oliveira
- 1994 : La Colline aux mille enfants (TV) de Jean-Louis Lorenzi
- 1994 : Flics de choc (TV) de Henri Helman
- 1995 : Le Cœur étincelant (TV) de Henri Helman
- 1995 : L'Enfant des rues (TV) de François Luciani
- 1995 : Le Couvent (O Convento) de Manoel de Oliveira
- 1995 : La Comédie de Dieu (A Comédia de Deus) de João César Monteiro
- 1996 : Vice vertu et vice versa (TV) de Françoise Romand
- 1997 : Féminin masculine (TV) de Michaëla Watteaux
- 1997 : Ni vue ni connue (TV) de Pierre Lary
- 1997 : Le Bassin de J.W. de João César Monteiro
- 1998 : Dossier: disparus (TV) de Paolo Barzman
- 1998 : Pour mon fils (TV) de Michaëla Watteaux
- 1998 : Une grosse bouchée d'amour (TV) de Michaëla Watteaux
- 1998 : Un impossible amour (TV) de Michaëla Watteaux
- 1999 : Brigade des mineurs (TV) de Michaëla Watteaux
- 1999 : Margot des Clairies (TV) de Jean-Marc Seban
- 1999 : Les Noces de Dieu de João César Monteiro
- 1999 : Superlove de Jean-Claude Janer
- 1999 : La Nuit des hulottes (TV) de Michaëla Watteaux
- 2000 : Chère Marianne (TV) de Michaëla Watteaux
- 2000 : Blanche-Neige de João César Monteiro
- 2001 : Fred et son orchestre (TV) de Michaëla Watteaux
- 2002 : Une fille dans l'azur (TV) de Marc Rivière
- 2002 : Les Fleurs de Maureen (TV) de Dominique Baron
- 2002 : Coulé dans le béton (TV) de Jean-Marc Seban
- 2002 : Permis de chasse (TV) de Jean-Marc Seban
- 2002 : Si j'étais lui (TV) de Philippe Triboit
- 2003 : Va et vient (Vai E Vem) de João César Monteiro
- 2004 : Le Miracle selon Salomé (O Milagre segundo Salomé) de Mario Barroso
- 2004 : Menteur ! Menteuse ! (TV) de Henri Helman
- 2005 : Trois couples en quête d'orages de Jacques Otmezguine
- 2006 : Les Secrets du volcan (TV) de Michaëla Watteaux
- 2008 : Comprend rien aux femmes (TV) de Michaëla Watteaux
- 2008 : Um Amor de Perdição de Mario Barroso
- 2009 : Entre deux eaux (TV) de Michaëla Watteaux
- 2011 : Mario Soares : Memorias do Portugal futuro (documentaire pour la Radio Télévision du Portugal)
- 2012 : Photo de Carlos Saboga
- 2015 : À une heure incertaine de Carlos Saboga
- 2020 : L'Ordre moral  (Ordem Moral) de Mário Barroso